# El Palmar
El Palmar – miasto w Gwatemali, w departamencie Quetzaltenango, położone około 36 km na południe od stolicy departamentu miasta Quetzaltenango, oraz około 60 km na wschód od granicy państwowej z meksykańskim stanem Chiapas. Miasto leży w wąskiej dolinie w górach Sierra Madre de Chiapas, na wysokości 701 m n.p.m. Jest zamieszkane w 80% przez ludność tubylczą mówiącą w językach kicze oraz mame. Według danych szacunkowych w 2012 roku miejscowość liczyła 28 158 mieszkańców. W latach 1983–1986 wybuchy wulkanu Santa María, lawiny błotne spowodowane zmianą koryta rzeki Nimá zniszczyły miasto i w ramach pomocy rządowej oraz międzynarodowej odbudowano miasteczko w 1987 roku a stare ruiny nazywane Viejo Palmar stanowią swoistą atrakcję turystyczną.

## Gmina El Palmar
Jest siedzibą władz gminy o tej samej nazwie, która jest jedną z 24 gmin w departamencie. Gmina w 2012 roku liczyła 28 894 mieszkańców. Na terenie gminy częściowo leży aktywny wulkan Santa María (3772 m n.p.m.).
Gmina jak na warunki Gwatemali jest nieduża, a jej powierzchnia obejmuje 149 km². Gmina ma charakter rolniczy. Oprócz upraw rolnych na terenie gminy znajdują się pastwiska, scrub oraz dżungla. Głównymi uprawami są kauczuk, różne gatunki kawy, banany, kukurydza, fasola oraz orzechy makadamii, palmy Chamaedorea costaricana.
Klimat gminy jest równikowy, według klasyfikacji Wladimira Köppena, należy do klimatów tropikalnych monsunowych (Am), z wyraźną porą deszczową występującą od maja do października. Opady uzależnione od wysokości nad poziom morza zawierają się w granicach od 3600 do 4600 mm rocznie. Średnio roczna temperatura wynosi od 21 do 25 °C.